# Laadla
Koordinaten: 57° 59′ N, 22° 2′ O

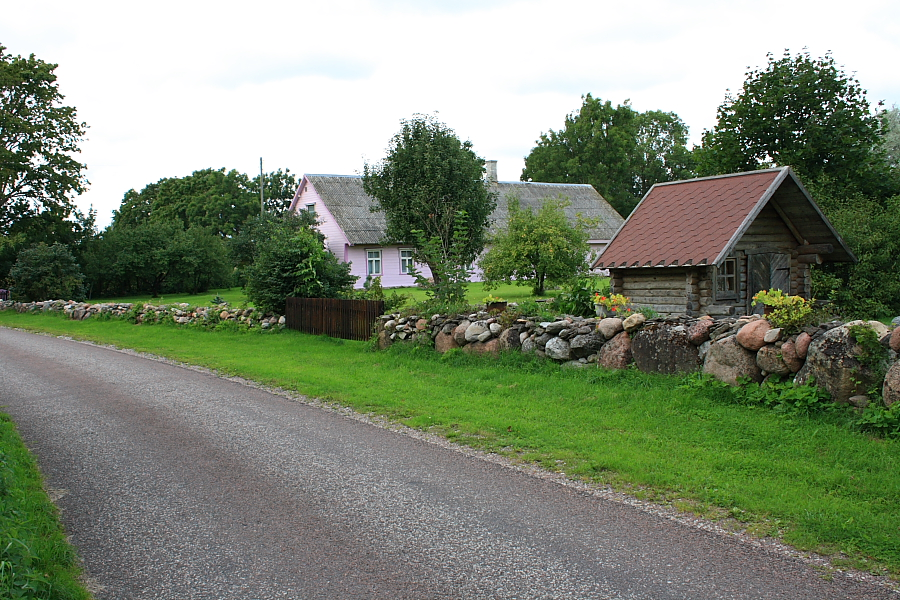
Dorfansicht von Laadla

Laadla ist ein Dorf (estnisch küla) auf der größten estnischen Insel Saaremaa. Es gehört zur Landgemeinde Saaremaa (bis 2017: Landgemeinde Torgu) im Kreis Saare.
Der Ort hat 25 Einwohner (Stand 31. Dezember 2011).